# Studio Backlot Tour
Studio Backlot Tour ou Studio Tram Tour: Behind the Magic sont deux attractions des parcs Disney évoquant une visite des coulisses de studios de cinéma. Elles sont situées respectivement dans le parc Disney's Hollywood Studios (anciennement Disney-MGM Studios) en Floride pour la première et au parc Walt Disney Studios en France pour la seconde. En 2021, la version française change de thème pour l'univers de Cars et devient Cars Route 66 Road Trip.

## Les attractions
Les deux attractions utilisent le même système de transport : un convoi de wagons découverts sur les côtés, de couleur rouge.
Elles possèdent aussi une section identique, Catastrophe Canyon.

### Disney's Hollywood Studios
L'attraction a ouvert avec le parc mais a subi depuis de nombreux changements. Elle se composait au départ de deux parties : Inside the Magic, une présentation d'effets spéciaux et de décors de films et Backstage Studio Tour, le circuit à bord des wagons découverts.
En 1994, Inside the Magic fut à son tour partagée en deux: la partie des effets spéciaux intégra le Backstage Studio Tour renommé Studio Backlot Tour tandis que la partie des décors de cinéma fut renommée Backstage Pass.

#### Dernière version:Studio Backlot Tour
La version actuelle débute au bout de la Mickey Avenue. Elle est aussi accessible depuis un porche de New York Street. L'attraction a subi un important changement en 2002 avec la destruction de la Residential Street au profit de l'attraction Motors, Action! ouverte le 5 mai 2005, ce qui nécessita une modification du parcours. Le 19 septembre 2014, Disney annonce la fermeture de l'attraction Studio Backlot Tour au Disney's Hollywood Studios le 27 septembre
- Ouverture : 1er mai 1989 (avec le parc)
- Fermeture : 27 septembre 2014[1]
- Durée : 35 min.
- Capacité d'un tram : 200 places
- Situation : 28° 21′ 18″ N, 81° 33′ 42″ O

Le visiteur passe sous un énorme store métallique au centre d'une façade délabrée qui représente l’entrée de l'attraction :
- la file d'attente sert de lieu d'exposition pour des maquettes de bateaux,
- le Water Effect Tank permet d'apprendre les coulisses des effets à base d'eau : un bateau nommé Miss Fortune se retrouve au milieu d'une tempête et des trombes d'eau se déversent dessus.

Ensuite le visiteur embarque dans le tram qui fait le tour des coulisses et peut observer :
- le département des costumes (costuming) avec ses 2,5 millions de pièces,
- le hangar des accessoires (props),
- une zone de stockage de véhicules issus de différents films (boneyard),
- l'arrière de l'attraction Motors, Action!,
- Catastrophe Canyon,
- de nouveau, Motors, Action!,
- une reconstitution de Big Cities St..

Le débarquement s'effectue entre l'entrée du Studio Backlot Tour et le Soundstage no 1.
L'attraction se termine par l'American Film Institute Showcase, une exposition sur le thème des accessoires de films. La dernière en date présente les costumes des « méchants » de films dont ceux de Batman et de Star Wars.

#### Versions du passé:Backstage Studio Tour
La première version de l'attraction débutait entre le Walt Disney Theater (devenu Voyage of the Little Mermaid) et l'entrée de The Magic of Disney Animation dans la Backstage Shuttle Station.
- Ouverture : 1er mai 1989 (avec le parc)
- Durée : 25 min
- Situation : 28° 21′ 28″ N, 81° 33′ 41″ O

Après un historique des studios Disney présenté sur des écrans vidéos dans le Production Center, les visiteurs embarquaient à bord du long tram de 200 places de couleur rouge comme il était possible de le faire dans les autres studios d'Hollywood.
Les trams effectuaient alors le tour des coulisses en passant devant:
- le département des costumes,
- le hangar des accessoires,
- la Residential Street,
- une zone de stockage de véhicules issus de films,
- Catastrophe Canyon,
- passage devant New York St.,
- débarquement devant Inside the Magic.

Le tram retournait ensuite à vide au Production Center en longeant les trois Soundstages d'Inside the Magic. Residential Street était une rue regroupant un ensemble artificiel de façades de maisons  utilisées dans des films ou séries. Les plus connues étaient Les Craquantes, La Maison en folie (Empty Nest) et Le père Noël est en prison (1988).
À la fin du tour, un court métrage de 2 min, intitulé Michael and Mickey (de 2 min), présentait des images des futures attractions du parc et déposé les visiteurs dans l'actuelle passerelle d'embarquement et commencé le parcours pédestre Inside the Magic

#### Versions du passé:Inside the Magic
Inside the Magic était un parcours pédestre guidé à travers les coulisses du cinéma, principalement ses effets spéciaux. Son entrée était située au bout de Mickey Avenue, actuelle entrée du Studio Backlot Tour.
- Ouverture : 1er mai 1989 (avec le parc)
- Fermeture : 29 juin 1996
- Durée : 40 min.
- Remplacée par : Backstage Pass

La visite se déroulait comme suit :
- le Water Effect Tank (toujours présenté),
- le Special Effect Workshop montrait les techniques de l'écran bleu avec l'abeille géante de Chérie, j'ai rétréci les gosses,
- le Shooting Stage présentait un enregistrement d'une scène de film,
- les 3 Soundstages présentait des décors et accessoires de films,
- la Post Production montrait les techniques de retouche de film pour le son comme pour l'image avec un court métrage intitulé The Lottery (1er mai 1989 au 29 juin 1996, 4 min) dans lequel un professeur de musique, incarné par Bette Midler, trouvait puis perdait un ticket de loterie gagnant[3]
- le Walt Disney Theater dans lequel étaient projetés les derniers films de Walt Disney Pictures, Hollywood Pictures et Touchstone Pictures.

le Walt Disney Theater a été réutilisé à partir de mai 1991 pour l'attraction Here Come The Muppets puis pour Voyage of the Little Mermaid tandis qu'une nouvelle salle, légèrement plus petite, fut construite juste derrière au même moment.

#### Versions du passé: Autres
Rocketeer Gallery
Rocketeer Gallery était une exposition de décors, accessoires et costumes du film Les Aventures de Rocketeer (1991) ayant été remplacé par l'attraction Studio Showcase.
- Ouverture : juillet 1991
- Fermeture : septembre 1991

Studio Showcase
Studio Showcase était une présentation d'éléments de décor et accessoires de film.
- Ouverture : 29 septembre 1991[5]
- Fermeture : 1996

Backstage Pass
Le Backstage Pass était une présentation de décors et accessoires de films au sein des trois Soundstages. Plusieurs films ou séries furent présentés dont Les 101 Dalmatiens et Papa bricole (Home Improvement). En 2001 l'attraction fut cantonnée au Soundstage I, les deux autres ayant été réquisitionnés pour l'attraction Who Wants To Be A Millionaire-Play It! ouverte en avril, puis Toy Story Midway Mania en 2008.
- Ouverture : 1996
- Fermeture : février 2002
- Durée : 25 min.

### Walt Disney Studios
Studio Tram Tour
Studio Tram Tour était la version française de Studio Backlot Tour. Son nom complet était Studio Tram Tour: Behind the Magic.
- Ouverture : 16 mars 2002 (avec le parc)
- Fermeture : 5 janvier 2020
- L'attraction bénéficiait du système FastPass
- Durée : 20 min
- Les trams :
  - nombre de wagons : 6
  - poids : 52 tonnes
  - capacité : 208 places
- Partenaire :
  - Orange (jusqu'à 2020)
  - Sony Ericsson (précédent)
- Situation : 48° 52′ 00″ N, 2° 46′ 40″ E
- Voix française (2002-2020) : Irène Jacob
- Voix anglaise (2002-2020) : Jeremy Irons
- Voix italienne (2002-2005) : Isabella Rossellini
- Voix allemande (2002-2005) : Nastassja Kinski
- Voix espagnole (2002-2005) : Inés Sastre
- Voix néerlandaise (2002-2005) : Famke Janssen

Les trams effectuaient le tour des coulisses en passant par :
- l'arrière de Toy Story Playland et du complexe Ratatouille,
- une zone de stockage d'accessoires et de décors issus de différents films (boneyard),
- des éléments des décors et un avion provenant du film Pearl Harbor,
- un décor de la cité de Waterfall du film Dinotopia : À la recherche de la roche solaire,
- Catastrophe Canyon,
- repasse par l'arrière de Toy Story Playland et du complexe de Ratatouille,
- le garage de voitures célèbres,
- une reconstitution d'un quartier en ruine de Londres, scène du film Le Règne du feu, avec projection spectaculaire de flammes,
- l'arrière de l'attraction Moteurs, Action!.

Le parcours de Studio Tram Tour ne passait plus par le costuming et la route avait été modifiée pour laisser place à Toy Story Playland en 2010. Ensuite le parcours avait été de nouveau dévié à l'occasion du nouveau complexe Ratatouille ouvert en 2014.
À noter :
Catastrophe Canyon : Les visiteurs subissent des effets spéciaux spectaculaires associant une simulation de tremblement de terre, l'explosion d'une citerne et d'un camion et enfin un déluge aquatique.
- le camion possède une certaine ressemblance avec celui du film Duel.
- volume d'eau déversé : 265 000 litres.

#### Cars Route 66 Road Trip
Le 12 avril 2019, lors d'une conférence donnée par Daniel Delcourt (directeur des opérations) pour les Insidears est annoncée la transformation de Studio Tram Tour : Behind the Magic en une nouvelle aventure basée sur la franchise de Cars.